# Nikolaï Tikhonov (cosmonaute)
Pour les articles homonymes, voir Tikhonov.
Nikolaï Tikhonov (en russe : Николай В. Тихонов) est un cosmonaute russe né le 23 mai 1982 à Novomoskovsk. 

## Biographie
Cet ancien ingénieur à Energiya a été sélectionné cosmonaute russe en 2006 lors de la sélection RKKE-16. 
Tikhonov devait s'envoler sur le Soyouz MS-04, mais à cause de restrictions budgétaires, son vol a été annulé.
Il devait effectuer son premier vol en 2020 sur le Soyouz MS-16, mais à cause d'une blessure à l'œil, la partie russe de l'équipage a été remplacé par sa doublure, ce qui l'empêche encore une fois de voler.
Il décide finalement de quitter le corps des cosmonautes en raison de son état de santé.

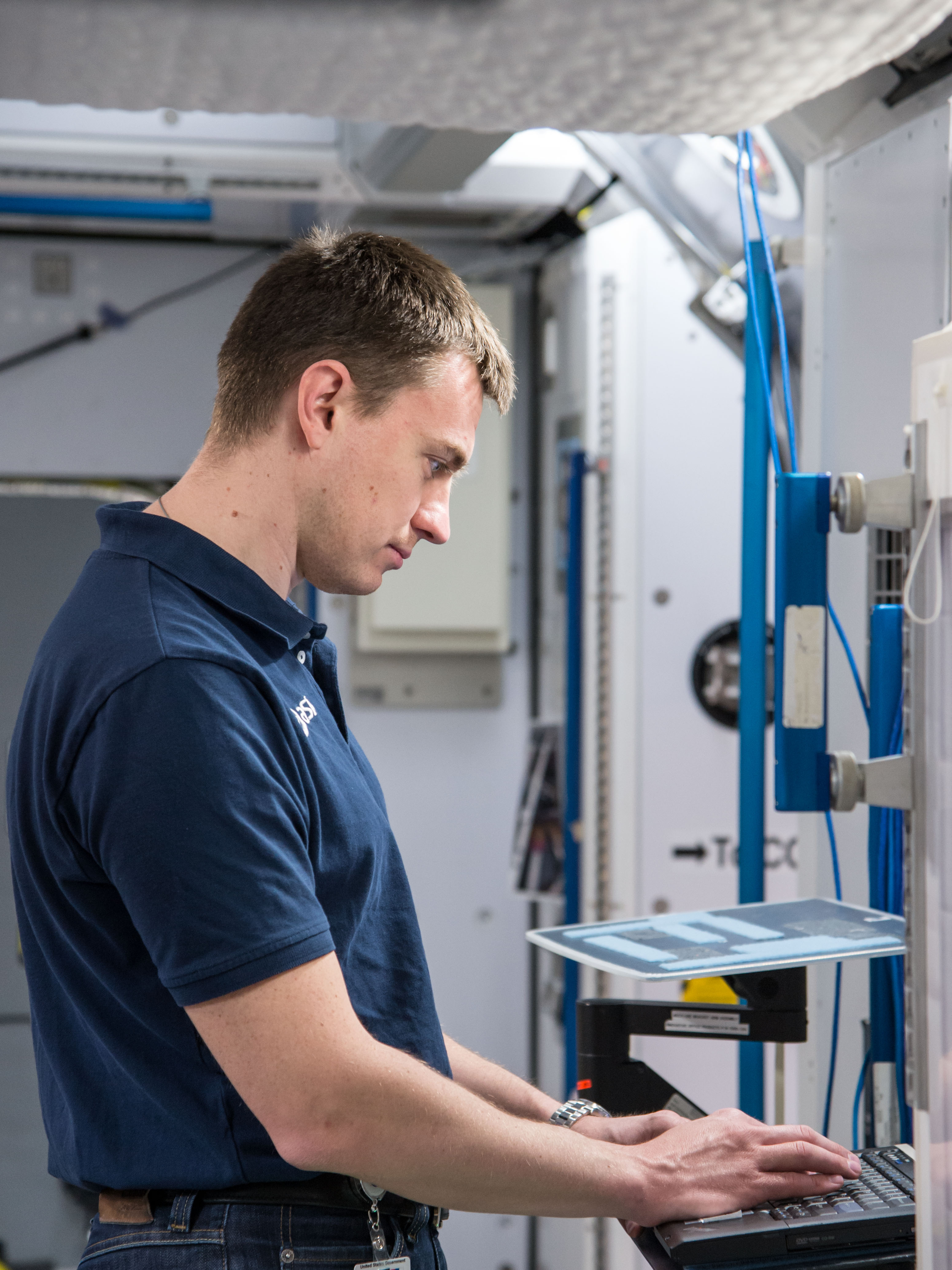
Tikhonov durant un entrainement.